# Steve Carney
Steve Carney (* 22. September 1957 in Wallsend; † 6. Mai 2013) war ein englischer Fußballspieler. Der Verteidiger war für Newcastle United, Carlisle United, FC Darlington, AFC Rochdale und Hartlepool United aktiv.

## Leben und Wirken
Steve Carney war zunächst Elektriker von Beruf und spielte nebenberuflich Fußball bei den West Bromwich Albion. 1979 wechselte Steve Carney von den Blyth Spartans zu Newcastle United. Bei Carneys erstem Spiel am 1. Dezember gewann Newcastle United 2:0 gegen den FC Fulham in der Football League Second Division 1979/80. 1985 verließ Carney Newcastle United und schloss sich dem FC Darlington an. Während Steve nebenberuflich Fußball spielte, wurde er zu einem erfolgreichen Geschäftsmann auf dem Immobilienmarkt. Nachdem Steve aufhörte Fußball zu spielen, war er 13 Jahre lang der Geschäftsführer beim Verkauf von englischen Eigenheimen. Im Januar 2011 bot Carney an als persönlicher Fitnesstrainer zu arbeiten. Nachdem am 16. Februar 2013 bekannt geworden war, dass Steve Carney an Bauchspeicheldrüsenkrebs erkrankt sei, verstarb er nach einem kurzen Kampf gegen die Krankheit am 6. Mai 2013 im Alter von 55 Jahren.